# Chitonahua
Chitonahua, ou Murunahua, é um povo de língua Pano, um povo isolado que habita a Amazônia peruana, na zona do rio Yurúa, localizada na área da Reserva Territorial Murunahua, no departamento peruano de Ucayali (Peru). Eles falam um dialeto Yaminawa.